# Effet de vue d’ensemble
L'effet de vue d'ensemble ou de surplomb , (en anglais : overview effect) est un choc cognitif (en), une prise de conscience dont témoignent certains astronautes lors d'un vol spatial qui se produit lorsque ceux-ci observent la Terre depuis l'orbite terrestre ou la Lune,,,,. Cet effet se produit par la mise en perspective directe de la situation de la Terre dans l'espace : la planète est perçue comme une sphère fragile, un point bleu pâle « suspendu dans le vide », protégé par une fine atmosphère.
Des observateurs extérieurs ont noté des changements d'attitude significatifs auprès des personnes ayant témoigné avoir vécu cet effet, comme les astronautes professionnels Rusty Schweickart, Edgar Mitchell, Tom Jones, Chris Hadfield, Michael J. Massimino et l'acteur William Shatner.
Le concept a été décrit et nommé dans le livre The Overview Effect — Space Exploration and Human Evolution (1987) de Frank White. Il aurait eu une influence sur l'écologisme.